# Homossocialidade
Em sociologia, homossocialidade descreve um relacionamento entre pessoas do mesmo sexo ou gênero que não são de natureza romântica ou sexual, tais como amizade, orientação ou outros. O oposto de homossocial é heterossocial, que se refere a relações sociais com pessoas de sexo ou gênero oposto. Nas relações de grupo, envolvendo mais de dois indivíduos, a relação pode ser homossocial (envolvendo pessoas do mesmo sexo ou gênero em relações sociais) ou bissocial, envolvendo relação social com mais de um sexo ou gênero.

## Orientação sexual
A homossocialidade, por definição, não implica a hetero, homo ou bissexualidade. Por exemplo, um homem heterossexual que prefere conviver com os homens pode ser considerado um heterossexual homossocial. O termo é frequentemente utilizado pelas feministas para enfatizar os aspectos da solidariedade entre os homens, embora outras feministas identificar uma relação estreita entre a homossocialidade feminina, o feminismo e o desejo lésbico.
Não é incomum para as pessoas em uma amizade homossocial serem fisicamente afetuosos com os outros, não implicando vínculo ou desejo sexual, apesar dessa poder existir. Abraçando, pegando carona, ombro encostado, provocações ou de mãos dadas são características comuns nas relações homossociais, assim como discussões francas sobre a sexualidade, a vida e a saúde. Alguns pesquisadores acreditam que o aspecto físico de tais amizades podem realmente ser uma importante ferramenta de socialização, salientando que as pessoas com menos contato físico em suas vidas podem ser socialmente menos confiantes e emocionalmente instáveis.

## Bromance
Na cultura popular, bromance recentemente é usado para se referir a uma relação homossocial especialmente próxima ainda não sexual entre dois homens. No entanto, bromance é mais frequentemente utilizado no caso de dois parceiros heterossexuais que mantenham comportamento g0y, ou seja, um padrão homoafetivo, homoerótico ou homorromântico mas não homossexual. Embora tenha havido celebridades de destaque que se declaram possuir bromances gays, esse uso é altamente não aceito e criticado pois o conceito de bromance que nasceu entre os skatistas é sobretudo um padrão homossocial e para heterossexuais (também conhecidos como bromossexuais ou ainda homobromancers). O equivalente feminino de bromance é womance.